# Öfter Bachtal mit Nebentälern
Das Naturschutzgebiet Oefter Bachtal mit Nebentälern liegt auf dem Gebiet der Stadt Heiligenhaus im Kreis Mettmann in Nordrhein-Westfalen.

## Lage
Das aus drei Teilflächen bestehende etwa 18 ha große Gebiet, das im Jahr 2006 unter der Schlüsselnummer ME-051 unter Naturschutz gestellt wurde, liegt nördlich der Kernstadt von Heiligenhaus an der Kreisgrenze zu Essen.

## Beschreibung
Das Gebiet besteht aus drei Teilflächen in einem lokal bedeutsamen Siepenkomplex:
- Oberlauf des Oefter Baches zwischen Fauls und Hausmann sowie dem dort zufließenden Tüschener Bach (Fläche 1),
- dem Unterlauf des Römmersbaches und dem Mittellauf des Birther Baches (Fläche 2) und
- dem Oberlauf des Birther Baches ab der Quelle (Fläche 3).

Die unter Schutz gestellten Fließgewässerabschnitte zeigen sich mit typisch ausgebildeten feuchten Bachauen, größeren Erlenauenwaldbereichen, Auwaldresten, Röhrichtfragmenten und Feuchtgrünlandflächen. Bei dem Winkelseggen-Erlen-Eschenwald und der Sonderform des Milzkraut-Bach-Erlenwaldes handelt es sich zudem um gefährdete Pflanzengesellschaften nach der Roten Liste NRW.
In der Krautschicht sind die charakteristischen Nässe- und Feuchtezeigerpflanzen vertreten, wie z. B.: Echtes Mädesüß, Gegenblättriges Milzkraut, Gemeiner Blutweiderich, Gemeiner Gilbweiderich, Kuckucks-Lichtnelke, Sumpf-Kratzdistel, Sumpf-Schwertlilie und Sumpf-Vergissmeinnicht.
In dem Gebiet kommen das gemäß der Roten Liste NRW gefährdete Sumpf-Weidenröschen, der im Naturraum gefährdete Rippenfarn sowie die in der Vorwarnliste aufgeführten Arten Brennender Hahnenfuß, Sumpf-Dotterblume und Sumpf-Pippau vor. Aus floristischer Sicht ist insbesondere die hohe Zahl typischer Arten der Bachauen, Feuchtwiesen, Auenwälder und Quellbereiche hervorzuheben. Die alt- und totholzreichen Wälder bieten wichtige Lebensräume für Totholzbewohner und Höhlenbrüter.
Das Naturschutzgebiet ist ein wichtiges Verbindungsbiotop zum Vogelsangbachtal im Süden und dem sich nach Norden anschließenden Essener Naturschutzgebiet Oefter Tal.

## Schutzziele
Sicherung der naturnahen Bachtäler mit den Resten von Feuchtgrünland und Röhrichten sowie Schutz und Entwicklung von naturnahen Auwaldbereichen.

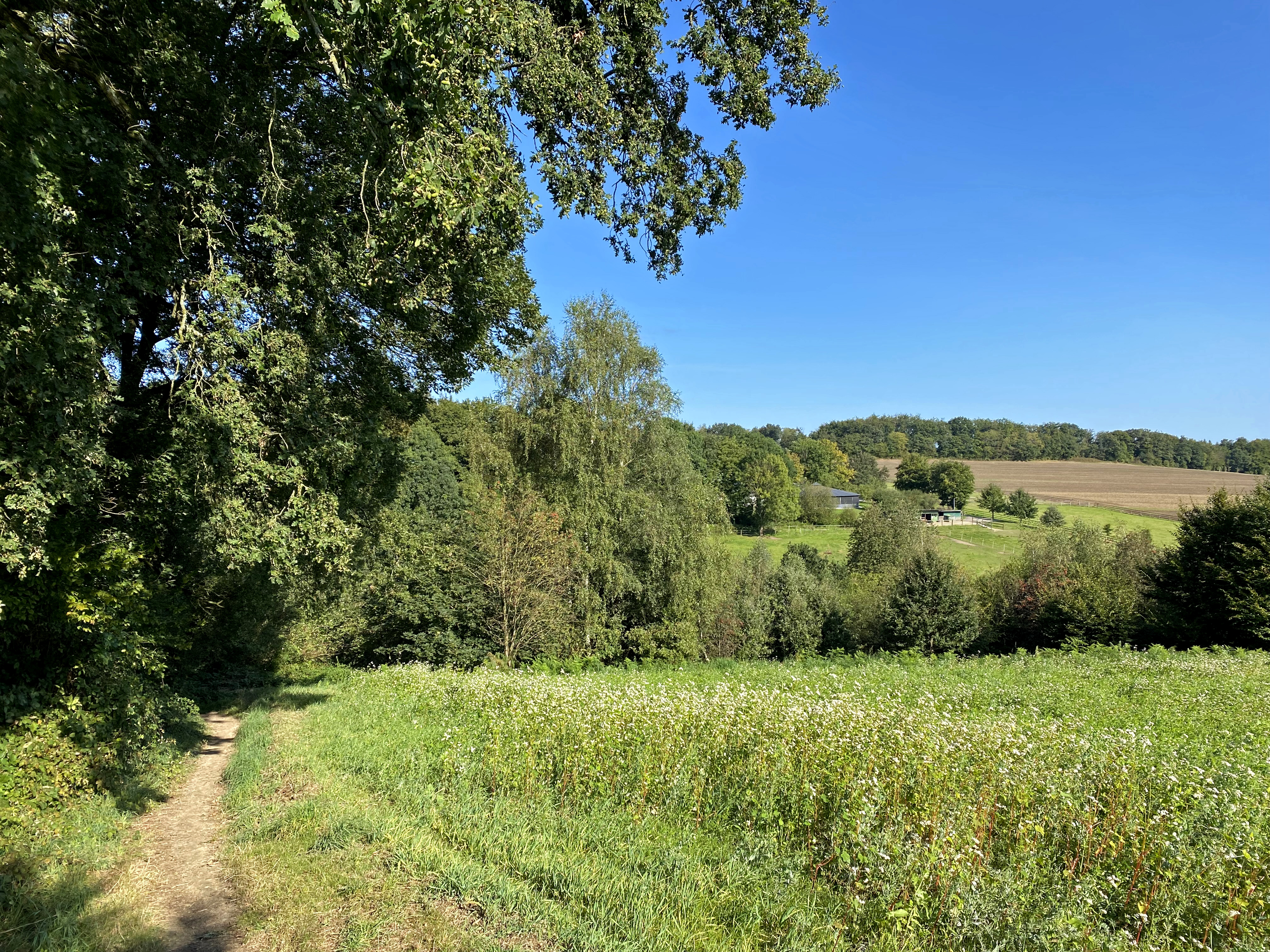
Birther Bachtal nördl. Hustert
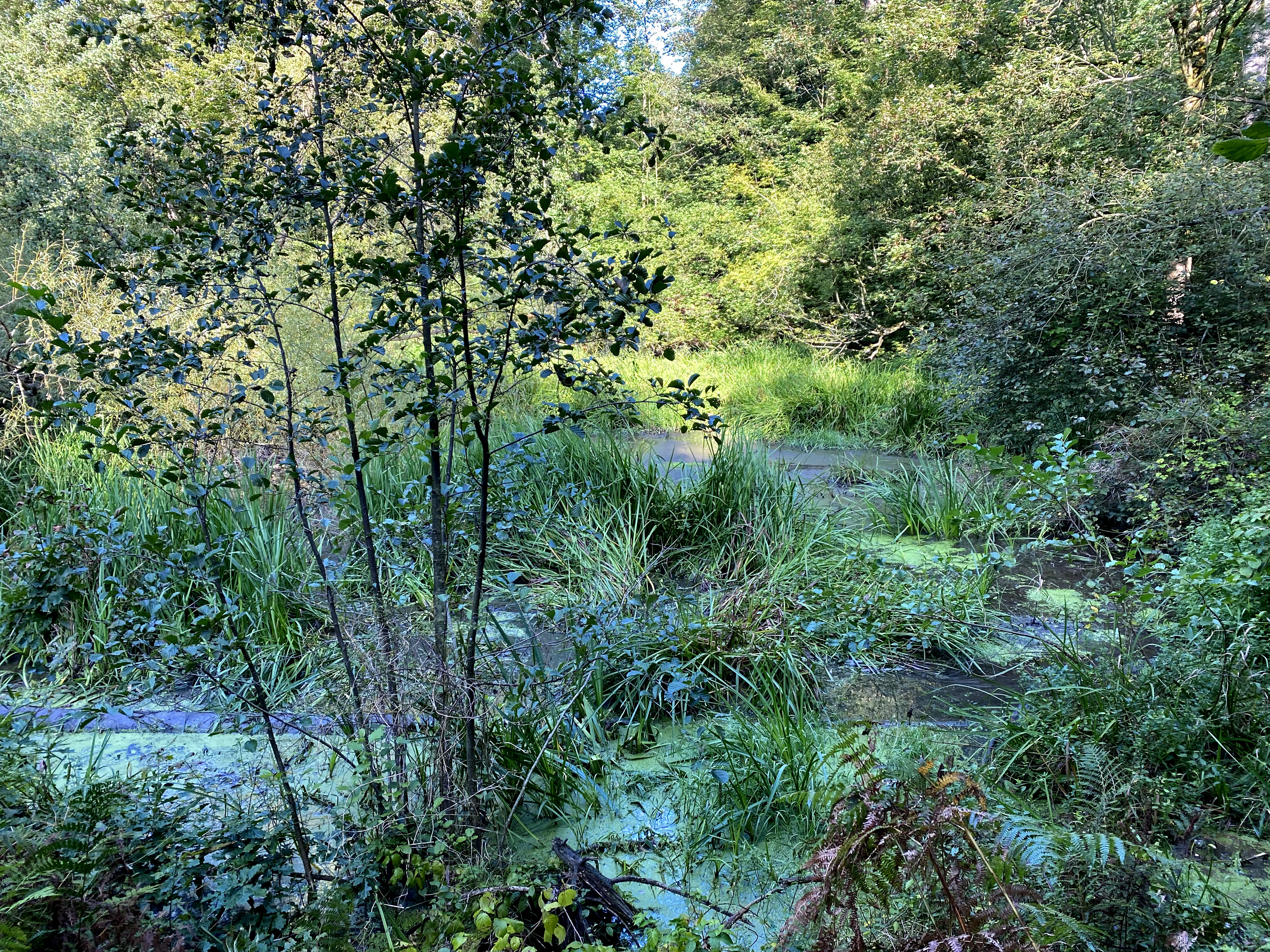
Feuchtgebiet im oberen Birther Bachtal
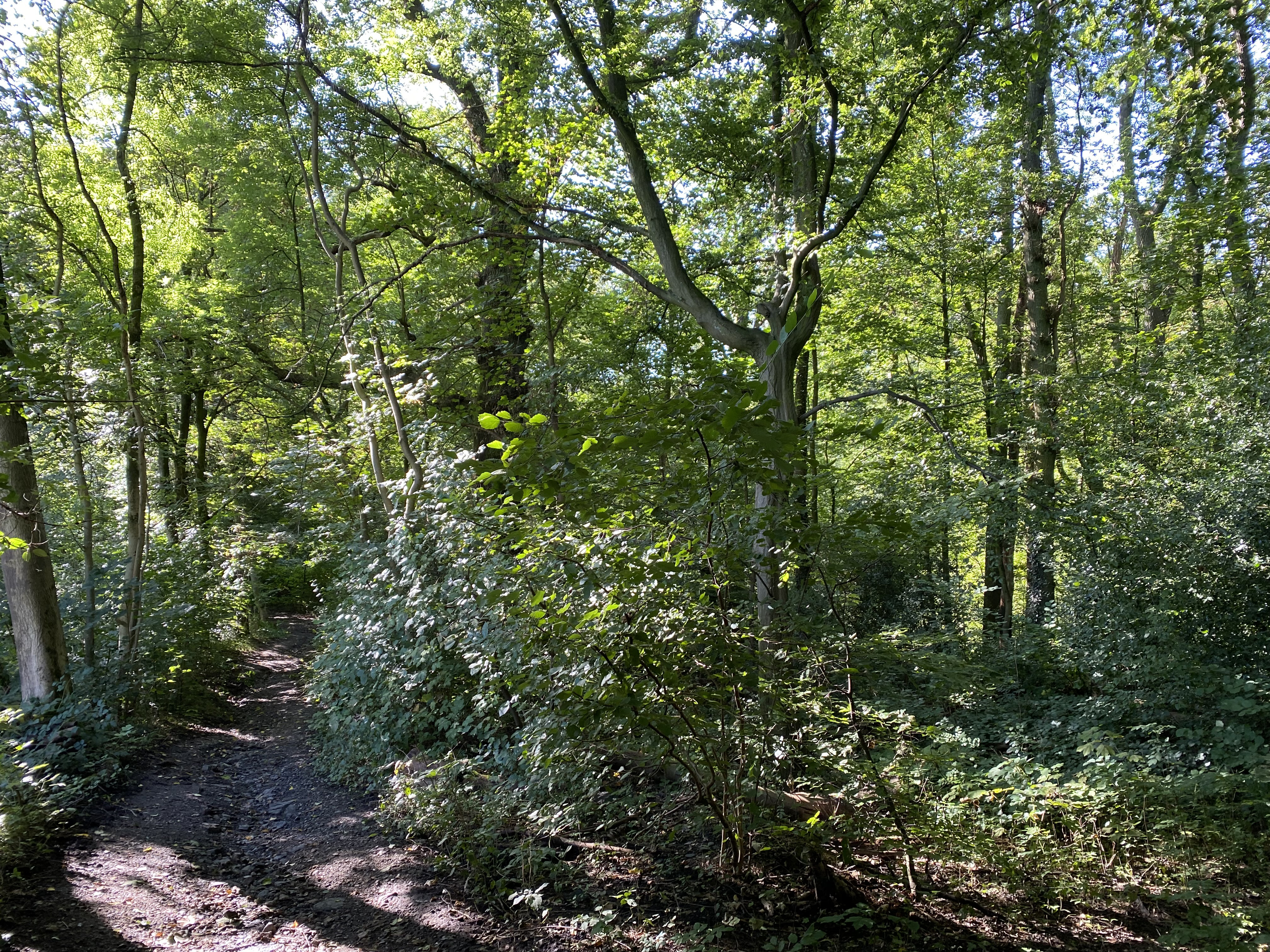
Wald im oberen Birther Bachtal
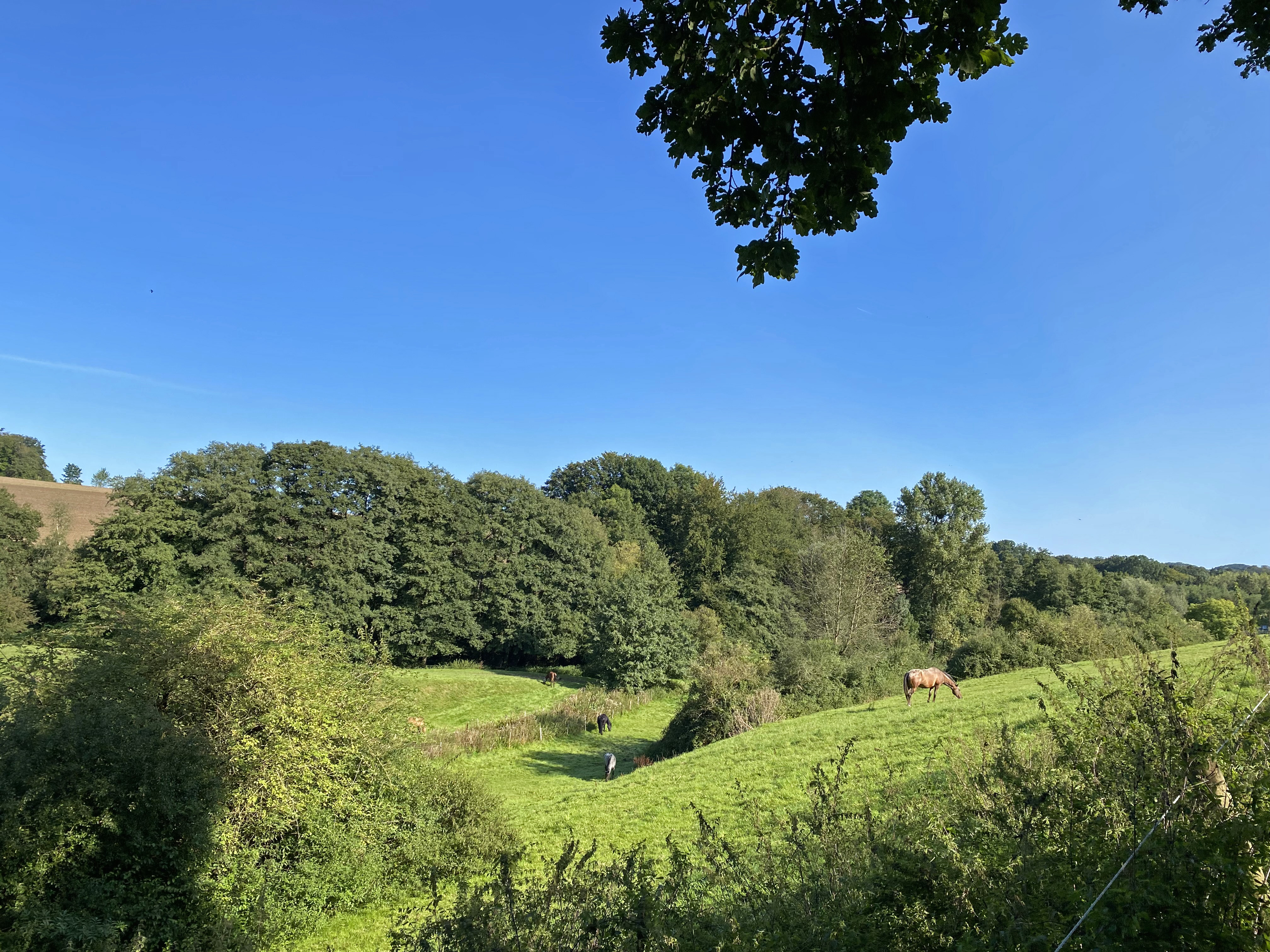
Mittleres Birther Bachtal westl. Römmers
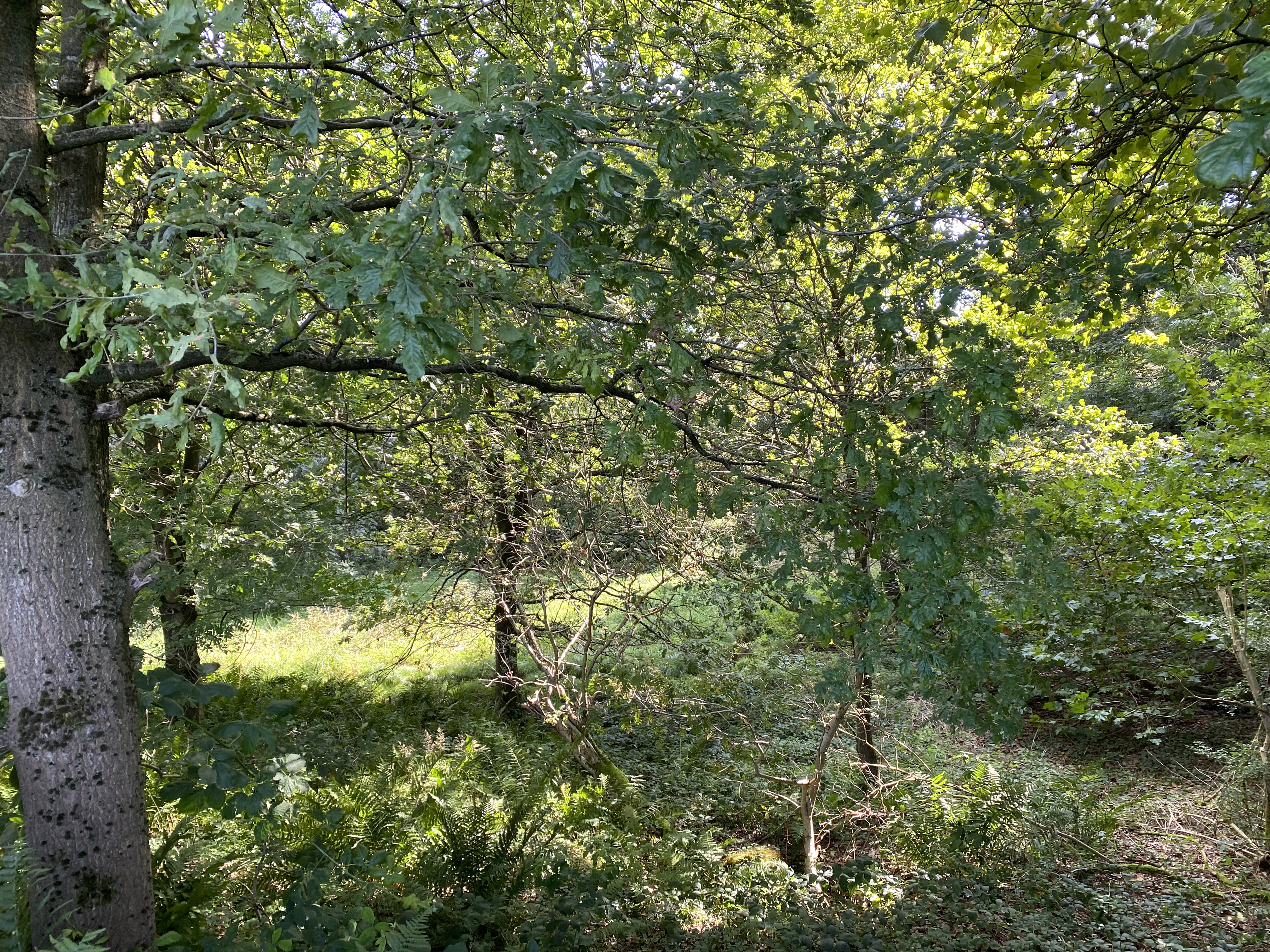
Tüschener Bachtal
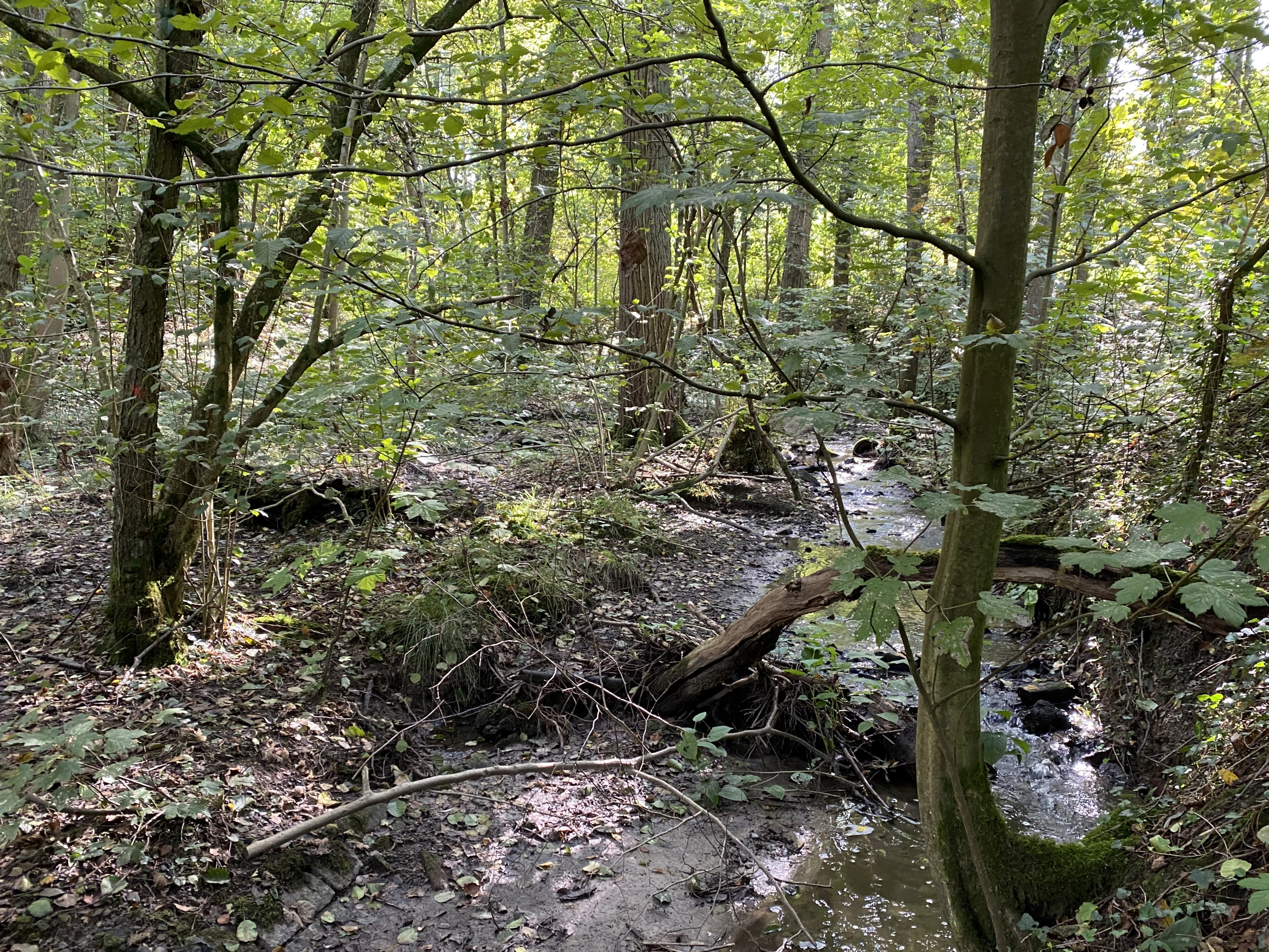
Unteres Oefter Bachtal bei Hausmann